# Coelorinchus aratrum
Coelorinchus aratrum is een  straalvinnige vissensoort uit de familie van rattenstaarten (Macrouridae). De wetenschappelijke naam van de soort is voor het eerst geldig gepubliceerd in 1905 door Gilbert.
De soort staat op de Rode Lijst van de IUCN als Onzeker, beoordelingsjaar 2009.